# 林田紀音夫
林田 紀音夫（はやしだ きねお、1924年8月14日 - 1998年6月14日）は、俳人。本名は林田 甲子男（読みは同じ）。
朝鮮の京城府に生れる。旧制大阪府立今宮職工学校（現・大阪府立今宮工科高等学校）出身。月並の宗匠俳句に親しんでいた父の影響で13歳のころより俳句をはじめ、戦前に「山茶花」「火星」などに投句。戦後下村槐太に師事し「金剛」に参加。その後堀葦男らとともに「十七音詩」を創刊（1965年終刊）、関西前衛派俳人の主要メンバーの一人として活躍。1962年、金子兜太の「海程」に参加、同人。また1974年に鈴木六林男の「花曜」客員同人になった。代表的な句に「鉛筆の遺書ならば忘れ易からむ」「黄の青の赤の雨傘誰から死ぬ」など。季語の情緒を嫌い、「風流から生活へ」の詩観から徹底して無季俳句を貫いた。1963年、第11回現代俳句協会賞受賞。1998年死去、73歳。
句集に『風蝕』『幻燈』『林田紀音夫句集』があり、2006年には唯一の弟子である福田基により全句集が刊行されている。